# Museum der Münze Berlin

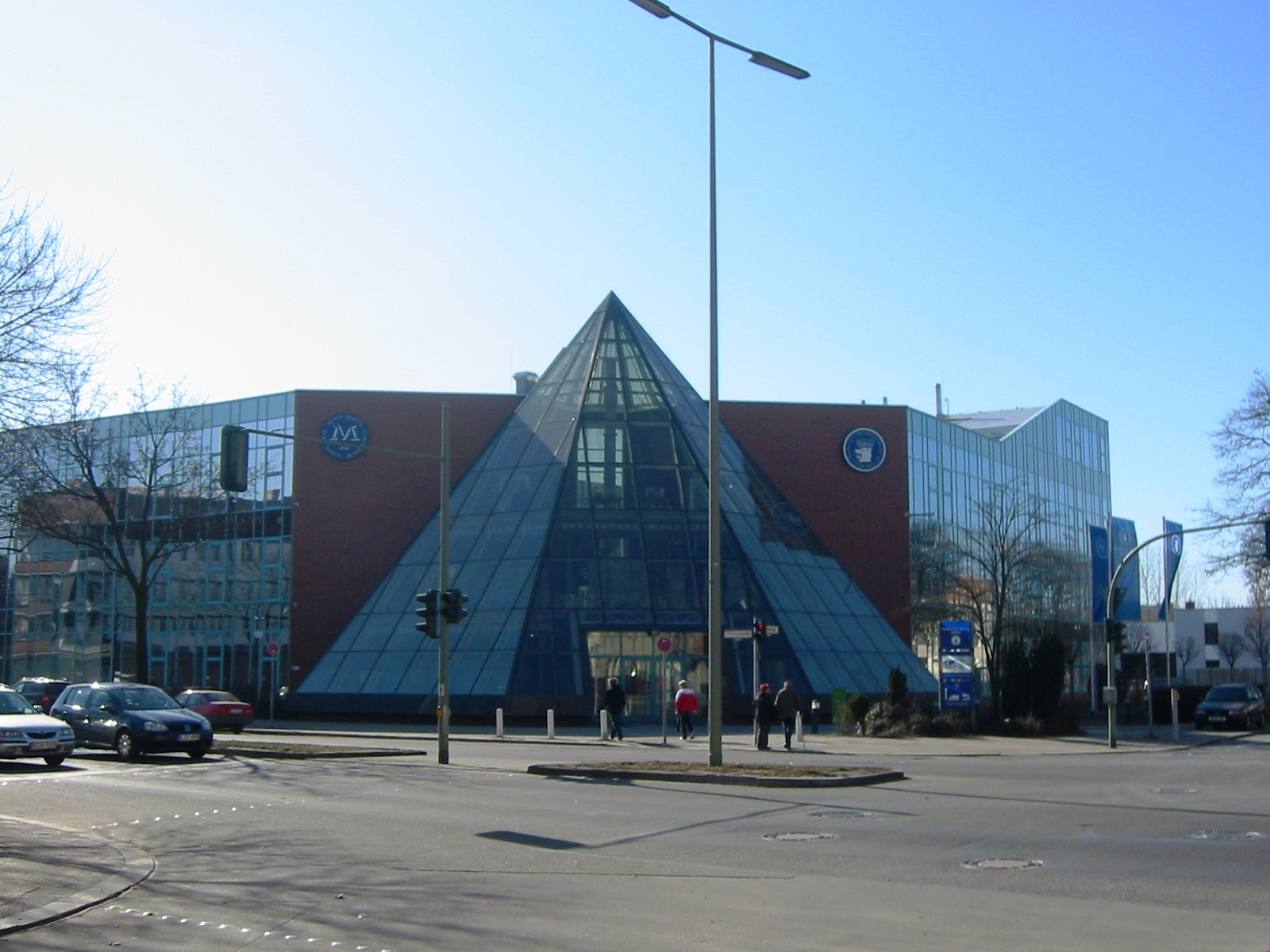
Standort des Museums im Gebäude der Staatlichen Münze Berlin

Das Museum der Münze Berlin zeigt die 725-jährige Geschichte der Berliner Münzprägung. Es befindet sich in der Ollenhauerstraße 97 im Gebäude der Staatlichen Münze Berlin im Berliner Ortsteil Reinickendorf.

## Themen der Ausstellung
Der Umzug der Staatlichen Münze Berlin von Berlin-Mitte nach Reinickendorf im Jahr 2005 ermöglichte die Integration eines Museums in das Foyer der Prägestätte. Insgesamt neun Themengebiete der Dauerausstellung befassen sich mit der Entstehungsgeschichte der Münzprägung im Raum Berlin.
- 725 Jahre Münzprägung in Berlin
- Berliner Medaillenkunst
- Frühe Zeugnisse der Berliner Münzprägung
- Standorte der Berliner Münzprägung
- Schlechtes Geld verdrängt gutes Geld: Im Dreißigjährigen Krieg kauften Händler nach und nach Reichstaler auf und schmolzen sie ein. Anschließend wurde der so entstandene Rohstoff mit Kupfer versetzt und für die Prägung neuer Münzen genutzt. In dieser Kipper- und Wipperzeit kam es zu einer Münzverschlechterung, die zu großen Unruhen und dem Boykott ganzer Märkte führte.

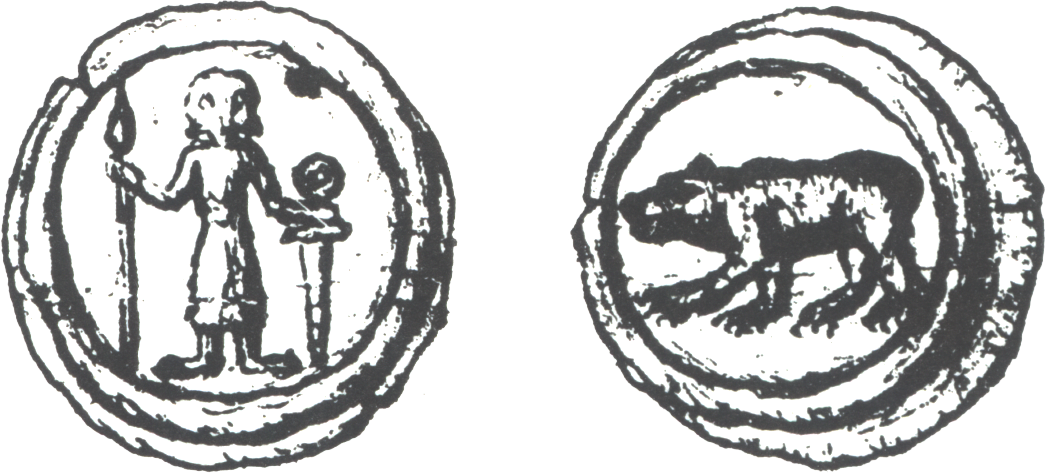
Silberpfennig aus der Berliner Münze von 1369, sogenannter Ewiger Pfennig

- Der Ewige Pfennig ist eine 10 Mark-Gedenkmünze, die 1981[1] zum 700-jährigen Jubiläum Münzprägung in Berlin geprägt wurde. Die Münze enthält die Abbildung eines Silberpfennig aus der Berliner Münze vom Jahr 1369 mit dem Markgrafen mit Lanze und Schwert auf der Hauptseite und den auf allen vieren nach links laufenden Berliner Bären auf der Rückseite.[2]
- Die Sonder- und Gedenkmünzen der DDR – ein abgeschlossenes Sammelgebiet
- Die Technik der Münzherstellung
- Eine numismatische Besonderheit: Kupferabschläge von Vereinstalern nach dem Wiener Münzvertrag von 1857.

Hinzu kommen wechselnde Sonderausstellungen. Die eigens für Kinder konzipierte Mitmachausstellung mit dem Titel KleinGeld ist an ein anderes Museum ausgeliehen worden.
Seit 2018 ist das Museum nicht mehr für den Publikumsverkehr geöffnet.